# Japansk kärleksört
Japansk kärleksört (Hylotelephium sieboldii) är en fetbladsväxtart som först beskrevs av Robert Sweet och William Jackson Hooker, och fick sitt nu gällande namn av Hideaki Ohba. Enligt Catalogue of Life ingår Japansk kärleksört i släktet kärleksörter och familjen fetbladsväxter, men enligt Dyntaxa är tillhörigheten istället släktet kärleksörter och familjen fetbladsväxter. Arten förekommer tillfälligt i Sverige, men reproducerar sig inte.

## Underarter
Arten delas in i följande underarter:
- H. s. chinense
- H. s. ettyuense